# Siumut
Siumut (Groenlands voor voorwaarts) is een sociaaldemocratische politieke partij in Groenland. Siumut wordt geleid door Erik Jensen.
In 1971 begon Siumut als beweging, waarna het in 1977 een echte partij werd.
Bij de eerste verkiezingen in april 1979, na het van kracht worden van de autonomie voor Groenland, kreeg de partij 13 van de 21 zetels in de Inatsisartut, het Groenlandse parlement, en werd Jonathan Motzfeldt de eerste premier. Na de verkiezingen van 1991 trad hij terug en werd Lars Emil Johansen zijn opvolger. Van 1997 tot 2002 was Motzfeldt opnieuw premier tot hij werd opgevolgd door Hans Enoksen. Slechts van 2009 tot 2013 was de premier niet uit Siumut afkomstig. Bij de verkiezingen van 2005 kreeg de partij 30,7% van de stemmen en 10 van de 31 zetels in de Inatsisartut. In 2009 liep het aantal zetels terug naar 9; de leiding kwam in handen van Aleqa Hammond, de eerste vrouw die aan het hoofd stond. Bij de verkiezingen van 2013 liep het aantal op naar 14, in 2014 viel het weer terug naar 3. De leiding kwam dat jaar in handen van Kim Kielsen. In 2018 daalde de aanhang naar 27,2% en het aantal zetels naar 9. De vertegenwoordigers van Siumut die in de Folketing, het Deense parlement, zitten, maken deel uit van de Deense Sociaal-Democratische partij.
De partij heeft 2 van de 5 burgemeesters in handen.

## Siumut Ungdom
Siumut Ungdom (Nederlands: Voorwaarts Jeugd) is de jongerenvleugel van de Siumutpartij. Zij spreken zich vaak uit over onderwerpen die spelen binnen Siumut of de algemene samenleving.